# Courcelles-Epayelles
Courcelles-Epayelles ist eine französische Gemeinde mit 212 Einwohnern (Stand 1. Januar 2022) im Département Oise in der Region Hauts-de-France (vor 2016 Picardie). Sie gehört zum Arrondissement Clermont und zum Kanton Estrées-Saint-Denis (bis 2015 Maignelay-Montigny). 

## Geographie
Courcelles-Epayelles liegt etwa 31 Kilometer nordwestlich von Compiègne. Umgeben wird Courcelles-Epayelles von den Nachbargemeinden Le Frestoy-Vaux im Norden und Nordwesten, Rollot im Norden und Nordosten, Mortemer im Osten, Méry-la-Bataille im Süden sowie Tricot im Westen.

## Bevölkerungsentwicklung
| Jahr                      | 1962 | 1968 | 1975 | 1982 | 1990 | 1999 | 2006 | 2013 |
| Einwohner                 | 140  | 153  | 138  | 130  | 151  | 141  | 187  | 198  |
| Quelle: Cassini und INSEE |      |      |      |      |      |      |      |      |

## Sehenswürdigkeiten
- Kirche Saint-Lucien aus dem 16. Jahrhundert
- Museum Les Chars